# Pfäffikon (gemeente)
Pfäffikon is een gemeente en plaats in het Zwitserse kanton Zürich, en maakt deel uit van het district Pfäffikon.
Pfäffikon telt 10.034 inwoners.

## Bekende personen

### Geboren
- Helen Leumann (1943-2014), politica
- Darije Kalezić (1969), voetballer

### Woonachtig
- Beatrice Egli, zangeres